# Bellérophon (Lully)
Bellérophon (Bellerofón, LWV 57) je opera Jeana-Baptiste Lullyho, libreto napsal Thomas Corneille, spolu s Bernardem le Bovier de Fontenellem. Opera měla premiéru 31. ledna 1679 v Théâtre du Palais-Royal (to shořelo v roce 1781 a již nebylo znovu vybudováno) v Paříži.

## Vznik a první představení
Koncem 70. let 17. století se Lully ve své operní tvorbě soustředil na její uvádění v pařížském veřejném divadle spíše než u samotného královského dvora. Počet a nákladnost dvorských slavností klesaly a celkově vážnější a nábožnější atmosféru (která však nikdy zcela nepřevládla) symbolizuje postupné nahrazení poživačné madame de Montespan na místě milenky Ludvíka XIV. starší a upjatější madame de Maintenon. Naproti tomu v Paříži zájem o operu vzrůstal. Lully doufal už ve větší uplatnění Isis (1678) na pařížské scéně, k němuž pro skandál s ní spojený nedošlo. Následující Psyché (1678), psaná již přímo pro Théâtre du Palais-Royal, dosáhla jen průměrného ohlasu; rozhodného úspěchu u veřejnosti dosáhl Lully právě Bellérophonem.
Autorství libreta je poznamenáno značnou nejistotou. V době vzniku opery byl Lullyho stálý libretista Philippe Quinault dočasně v králově nemilosti (kvůli skandálu u dvora) a měl zakázáno s Lullym spolupracovat. K Psyché napsal Lullymu libreto Thomas Corneille (bratr Pierra Corneille), kterého její malý ohlas a zkušenost ze spolupráce s náročným a popudlivým skladatelem značně odradilo od další podobné tvorby. (Pocity skladatele byly ostatně podobné, po zkušenosti s Psyché se prý nechal slyšet, že by raději zhudebňoval vojenské hlášení, než aby pracoval na verších Thomase Corneille.) Na přímý královský rozkaz však bylo libreto k nové opeře – původně nazývané Triomphes de Bellérophon – zadáno jemu. Corneille měl přitom využít Quinaultovu stejnojmennou tragédii z roku 1665. Do přípravy libreta byl zapojen Nicolas Boileau, vlivný literární teoretik a jeden z hlavních kritiků Quinaulta. Ve svých pamětech (Bolaeana), vyšlých až roku 1740, tvrdil Boileau, že „všechno, co bylo v Bellérophonovi shledáno uspokojivým, pochází ode mne“. Proti tomu protestoval Corneillův synovec, spisovatel Bernard le Bovier de Fontenelle, který v dopise zaslaném Journal des Savants popisoval vznik libreta tak, že Thomas Corneille napsal jen rozvrh tragédie a ukázal ho Boileauovi, který ho připomínkoval a vymyslel pro čaroděje jméno Amisodar. Podle Corneillových pokynů pak většinu textu napsal Fontenelle. Vedle toho kolovaly pověsti, že se na libretu i přes zákaz podílel Quinault. V každém případě byl vznik libreta komplikovaný: podle Lecerfa de La Viéville de Fresneuse přiváděl skladatel Thomase Corneille k zoufalství a vyžádal si až 2000 veršů na libreto, které jich má ve výsledku asi 600.

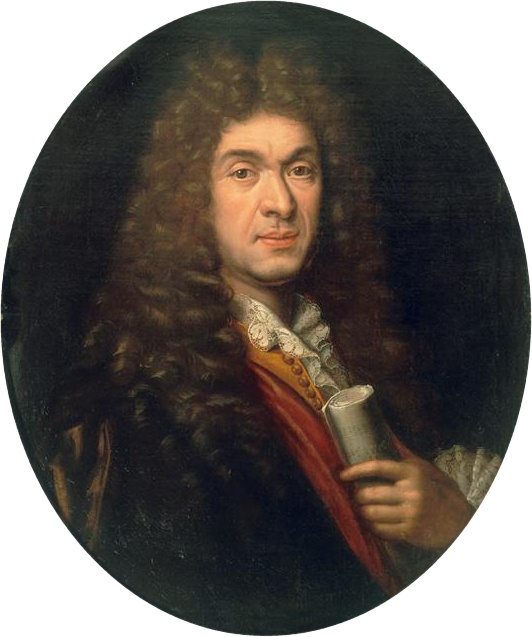
Jean-Baptiste Lully, obraz Nicolase Mignarda.

Bellérophon měl premiéru – opožděnou oproti plánu v důsledku Lullyho nemoci – 31. ledna 1679. Premiéry se neúčastnil král, zato však mnoho členů jeho rodiny: Dauphin (ten se vrátil ještě na několik repríz a dílo veřejně chválil), Monsieur, Madame, královna španělská a vévodkyně hannoverská. Stal se jedním z největších skladatelových úspěchů. Tisk (Le Mercure galant) psal: „Lze říci, že tam byla celá Paříž a že obecenstvo nebylo nikdy tak početné ani tak vybrané. Slyším volat „zázrak“ ze všech stran. Všichni se shodují, že pan de Lully se překonal.“ Opera se před stále početným publikem hrála po devět měsíců a její představení byla přerušena jen za účelem přípravy inscenace u královského dvora na zámku Saint-Germain-en-Laye. Před králem a shromážděným dvorem se Bellérophon hrál poprvé 3. ledna 1680 a střídavě s nově napsanou Lullyho operou Proserpine se dával až do 5. února. Král dával Bellérophonovi přednost před Proserpinou, protože v něm nacházel „tak hezká místa“, že je dával „opakovat dvakrát při každém představení“. Poté se opera vrátila ještě na nějakou dobu do Palais-Royal.
Inscenace Bellérophona byla poslední, ke které pro Lullyho sestavil stroje významný divadelní technik Carlo Vigarani (1637–1713). Představení přitom bylo mnohem méně nákladné než dřívější opery psané přímo pro dvůr.
Bellérophon je také první opera, kterou Lully dal vytisknout v plné partituře již v době prvního uvedení; totéž učinil i se všemi svými pozdějšími operami. Partituru vydal Christophe Ballard.

## Charakteristika opery

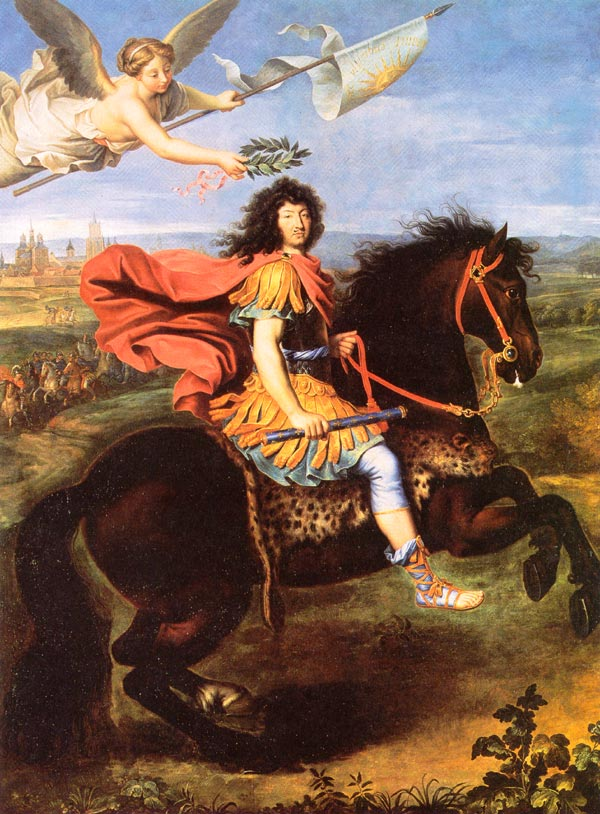
král Ludvík XIV.

Námět, pocházející z Hésiodova díla O původu bohů, byl poprvé zpracován na operu roku 1642 v Benátkách libretistou Vincenzem Nolfim a skladatelem Francescem Sacratim. Z pozdějších oper na stejný námět lze zmínit Bellerofonta Josefa Myslivečka. Corneillův Bellérophon se opíral o Quinaultovu tragédii, současně však byl chápán jako alegorie dobové situace. Lully ve věnování, které je předesláno tištěnému libretu opery, sám naznačuje paralelu šlechetného titulního hrdiny s Ludvíkem XIV. a nestvůra složená ze tří zvířat – Chiméra – zosobňuje trojkoalici Nizozemí, Španělska a Svaté říše římské, kterou Ludvík porazil. Je tedy pochopitelné, že na rozdíl od mýtu nekončí opera potrestáním Bellérofonta bohy za pýchu, ale jeho triumfem; vedle oslavy vítězství však obsahuje apel na mírnost v zacházení s poraženými nepřáteli, jak ji měl představovat Nijmegenský mír.
Libreto Bellérophona se v řadě ohledů odlišuje od libret k předchozím Lullyho operám; bylo ostatně psáno tentokrát primárně pro vkus městských diváků než královského dvora. Poprvé je ryze tragické, neobsahuje žádné komické postavy a situace, dramatická akce je posílena a dějové odbočky jsou redukovány. Nadále obsahuje „divertissements“, tj. rozptýlení především v podobě baletních vstupů („airs de ballet“), ale jejich počet je oproti předchozím dvorským operám snížen zhruba na polovinu, jsou kratší a zasazena zpravidla organičtěji doprostřed děje. Navíc většina baletů se odehrává současně se sborovým zpěvem, takže dramatická akce není zcela zastavena. Počet tanečníků i sboristů je ostatně v Bellérophonovi nižší než v dřívějších operách, klesá rovněž počet hudebníků přítomných přímo na scéně, jejichž intervence se navíc soustředí ve slavnostním prologu. Až na význam a početnost sboru, které po Bellérophonovi opět narůstají, charakterizují tyto rysy i pozdější Lullyho opery, přestože od následující Proserpine spolupracoval opět se svým původním libretistou Philippem Quinaultem. Dramatickou jednotou však Bellérophon vyniká a již současníci to velmi oceňovali. Le Mercure galant psal: „Co jsem zpozoroval a co se velice líbilo na tomto díle, je to, že je vidět stále sledovaný děj, takže není žádný výstup, který by nenavazoval na výstup předcházející, což nenechává žádná únavná místa.“ I novodobé uvedení vyneslo Corneillovi chválu, že je „svrchovaný dramaturg“ (Télérama) a že v jeho díle panuje „neutuchající dramatická nutnost“ (Opéra Magazine), že v ní „není místo […] kde naše pozornost ochabuje“.
I po hudební stránce zahajuje Bellérophon mezi Lullyho operami novou etapu. Hlavní novinkou je zde doprovázený recitativ, při němž zpěváka doprovází nejen generální bas, ale veškeré smyčce v orchestru. Dominují dvě scény v tomto stylu, které zároveň ilustrují dvě různé techniky. První doprovázený recitativ nastává v okamžiku, kdy Amisodar mění zahradu v poušť (2. dějství), tehdy orchestr přímo doprovází zpěv. Druhou scénou s doprovázeným recitativem je věštba Pýthie v následujícím aktu, kdy plný orchestr zaznívá většinou v odmlkách zpěvačky, a tak se s jejím hlasem fakticky střídá. Naopak nejen počet baletních vložek, ale i počet árií značně klesl (na stěží čtyřicet). Mezi áriemi zaujímají počtem i hudebním významem zvláštní místo duety (například duet Bellérophona se Sténobée ve druhém dějství). Rozrůznění orchestru ve smyčcové části dosahuje poprvé pěti hlasů. Zvýšenému důrazu na dramatický děj patrnému v libretu odpovídá i hudební doprovod, který je často deskriptivní (tj. zvukově ilustruje akci, např. rány zasazované nestvůře). Kuriozitou je moment, kdy kdy v prologu při příchodu Apollona dává Lullyho partitura hudebníkům pokyn zaimprovizovat „malé preludium“; jedná se ve skladatelově díle o výjimečnou volnost.
Dramatické kvality textu i hudby Bellérophona při novodobém provedení ocenila kritika (revue Diapason, září 2010), když operu označila za „koncentrované divadlo“, kde je „orchestr hercem“. Podle Opéra Magazine (září 2010): „Hudba jako by tryskala z pramene, rozmanitá, výmluvná v popisu citových hnutí, barvitá, neodolatelná ve svých sborových a tančených částech, vzrušená v recitativech, vláčná a ohebná v áriích. Lully v nejlepším…“

## Inscenační historie
V Paříži byl Bellérophon znovu uveden až po smrti Lullyho. Nová nastudování v Théâtre du Palais-Royal měla premiéru 10. prosince 1705 a 11. ledna 1718, s nevelkým úspěchem. Příznivěji byla přijata poslední inscenace hraná poprvé 6. dubna 1728, při níž již opera utrpěla určité adaptace. Při této poslední příležitosti využilo situace Théâtre Italien a uvedlo parodii autorů Dominiqua a Romagnesiho s názvem Arlequin Bellérophon (premiéra 7. května 1728). Lullyho odkaz byl i poté pěstován u královského dvora: 17. února 1749 jej dala ve Versailles koncertně provést královna Marie Leszczyńská. 20. října 1773 v pařížském Palais-Royal a 27. listopadu pak ve Versailles se opera hrála – v úpravě, kterou připravili Pierre-Montan Berton a Louis Grenier – při příležitosti svatby hraběte z Artois a Marie Terezie Savojské.
Bellérophon je první Lullyho opera hraná ve Francii mimo Paříž a královský dvůr. Roku 1681 ho totiž dal hrát (i když „bez strojů“) v pevnosti If poblíž Marseille generál námořnictva vévoda de Vivonne (bratr madame de Montespan) při příležitosti návštěvy Françoise-Marguerite de Grignan, manželky velitele Provence a sestry madame de Sévigné. Město Marseille na základě ohlasu tohoto představení začalo usilovat o zřízení opery a povolení uvést Bellérophona, což však bylo vázáno na souhlas krále a Lullyho. Opera nakonec ve městě byla roku 1684 zřízena, otevřel ji však Le Triomphe de la Paix Pierra Gautiera a prvním Lullyho dílem na marseillském jevišti se stal Le Triomphe de l'Amour roku 1686; Bellérophon zde nakonec byl uveden až v roce 1687 nebo 1688 poté, co jej Gaultier nejprve uvedl v Avignon]u, a znovu v roce 1704. 3. ledna 1688 bylo otevřeno operní divadlo (Académie de musique) v Lyonu a jednou z jeho prvních inscenací – od dubna do června 1688 – byl Bellérophon, který dosáhl velké odezvy a hrál se celých šest měsíců. Lyonské divadlo v té době rovněž vedl Gautier a i zde byl Bellérophon hrán ještě v roce 1704. Jedno z posledních provedení Bellérophona mimo Paříž se konalo roku 1736 ve Štrasburku, patrně koncertně.
Podle zachované partitury s poznámkami byl ještě před rokem 1686 Bellérophon hrán rovněž v markrabské rezidenci v Ansbachu. Doložena jsou rovněž představení v Bruselu (Opéra du Quai au Foin, 1696 a 1707); namísto původního prologu oslavujícího Ludvíka XIV. napsal nový prolog benátsko-belgický skladatel Pietro Antonio Fiocco.
S výjimkou úryvků z díla, které byly předvedeny 7. června 1911 v Rouenu, se Bellérophon na jevišti v 19. a 20. století neobjevil. Jeho vzkříšení – zatím však jen v koncertní podobě – znamenalo nastudování souborem Les Talens Lyriques vedených Christophem Roussetem, které mělo koncertní premiéru 24. července 2010 v bazilice P. Marie v Beaune. Koncertní provedení s týmiž interprety následovala v pařížském Cité de la musique 16. prosince 2010, 17. prosince 2010 v historickém divadle zámku ve Versailles a 25. ledna 2011 se ve Vídni v Divadle na Vídeňce. Současně byla pořízená i nahrávka opery, vydaná v roce 2011 na CD.

## Role
| Osoba | Hlas                 | Premiéra, 31. ledna 1679 (v roli účinkoval:) |
| --- | -------------------- | -------------------------------------------- |
| Apollon (prolog)                                                                                                | bas / baryton        | Jean Gaye                                    |
| Pan (prolog) | baryton              | Arnoul                                       |
| Bacchus (prolog)                                                                                                | tenor                | Le Roy                                       |
| Bellérophon, syn Glaukův                                                                                        | haute-contre (tenor) | Bernard Clédière                             |
| Sténobée, vdova po Pretovi, králi Arga                                                                          | soprán               | de Saint-Christophe                          |
| Philonoé, Iobatova dcera                                                                                        | soprán               | Marie Aubry                                  |
| Argie, důvěrnice Sténobée                                                                                       | mezzosoprán          | Bony                                         |
| Pallas | mezzosoprán          | de La Prée                                   |
| Jobate (Iobate), král Lýkie                                                                                     | bas / baryton        | François Beaumavielle                        |
| Amisodar, lýkijský princ, čaroděj, zamilovaný do Sténobée                                                       | bas                  | Nouveau                                      |
| Pýthie | tenor                | Le Roy                                       |
| Obětník | bas                  | Pulvigny                                     |
| Aegipanové, menády, pastýři a pastýřky (prolog); kněží v Apollonově chrámu, Amazonky, Solymové, čarodějové, lid |                      |                                              |

## Děj

### Prolog
(Příjemné údolí pod Parnasem). Na Parnasu sedí Apollón obklopený Múzami; vyzývá je k přípravě koncertu na oslavu „největšího krále vesmíru“, který po hrůzách války přináší mír (árie Apollóna a Múz Muses, préparons nos concerts). Na důkaz ukončeného nepřátelství zve Apollón na oslavu své soky, Pana a Baccha s jejich družinami (vstupní pochod Pana a Baccha a jejich duet Du fameux bord de l'Inde). Ti si libují, že pro jejich lid, pole i lesy nastal opět pokoj, a všichni se spojují k chvalozpěvu na krále (sbor Chantons, chantons le plus grand des mortels). Ke slavnosti přišli i pastýři, z nichž jeden zpívá o všemocné lásce (árie Pourquoi n'avoir pas le cœur tendre?), aegipanové z Panova průvodu, menády z Bacchova průvodu a později i pastýři a pastýřky tančí. Bacchus a Pan připomínají, že teď, když skončila válka a zavládl mír, mohou se všichni oddat lásce (duet Tout est paisible sur la terre). Apollón však zasahuje: namísto těchto nevázaných písní nechť se raději všichni spojí k poctění hrdiny Francie a připraví mu okouzlující představení (árie Quittez de si vaines chansons). Všichni se dávají do práce (sbor Pour ce grand roi, redoublons nos efforts).

### 1. dějství
(Nádvoří královského paláce v Pataře, hlavním městě Lýkie) Ke dvoru Iobata, krále Lýkie a svého otce, se uchýlila královna Stenobée poté, co byl její manžel Proitos zabit a ona povstáním vyhnána z Argu. Setkala se tu s Bellérophonem, do kterého se kdysi zamilovala, a když odolával její touze, falešně ho obvinila před svým manželem, který ho poslal k Iobatovi s dopisem žádajícím lýkijského krále, aby dal posla popravit. Bellérophon však u Iobatova dvora zůstal a v mnohém se vyznamenal. Stenobée se nyní trápí, protože její neopětovaná láska k Bellérophonovi je stále silná; její důvěrnice Argie královnu nabádá, aby přestala marně doufat a raději se Bellérophonovi pomstila (scéna Non, les soulèvements d'une ville rebelle s árií Espoir, qui séduisez les amants malheureux). Stenobée alespoň doufá, že Bellérophon nemiluje jinou ženu. Tu se jí ale její sestra (a Iobatova dcera) Philonoé svěří, že její otec jí má dnes určit ženicha a že doufá, že jím bude Bellérophon, s nímž ji spojuje láska (recitativ a árie Reine, vous savez qu'en ce jour… Qu'il est doux de trouver dan sun amant qu'on aime). Zklamaná Stenobée, popouzená Argií, hodlá dát průchod své nenávisti a pomstít se hrdinovi s pomocí jí slepě oddaného čaroděje Amisodara (scéna Et je croyais qu'une ardeur a árie Venez, haine, vengeance).
Přichází Iobate. Ví, že Stenobée po něm žádá, aby vyplnil rozkaz jejího manžela, ale Bellérophon se u jeho dvora tolik vyznamenal, že jej nehodlá popravit, naopak dát mu za manželku svou mladší dceru. Starší dceři radí, aby potlačila svou touhu po pomstě (scéna Conte Bellérophon j'ai fait jusqu'à ce jour a duet Choisir Bellérophon! Et qui l'aurait pu croire?). Za zvuků bubnů a trub jsou přiváděny zajatci z vojsk Amazonek a Solymů, poražení lýkijským vojskem pod Bellérophonovým vedením. Král mu děkuje a oznamuje mu, že mu dá svou dceru; Bellérophon se cítí velmi poctěn (scéna Venez, venez goûter les doux fruits de la gloire). Velkomyslný Iobate dává zajatcům volnost a Bellérophon je napomíná, aby dali najevo svou vděčnost. Zajatci tedy blahořečí vítězi, zpívají a tančí (sbor Quand un vainqueur est tout brillant de gloire, tanec a sbor Faisons cesser nos allarmes).

### 2. dějství
(Nádherná zahrada u Iobatova paláce) Philonoé se dvěma osvobozeným Amazonkám svěřuje s tím, jak je šťastna, že se její přání splnilo, a vyzývá je, aby opěvovaly chrabrost hrdiny, který nad nimi zvítězil (árie Philonoé a tercet Amour, mes vœux sont satisfaits… Chantez, chantez la valeur éclatante). Přichází Bellérophon a společně Philonoé se radují nad svým štěstím (scéna a duet Princesse, tout conspire à couronner ma flamme… Que tout parle a l'envie de notre amour extrême). Když se však blíží Sténobée, Philonoé se vzdaluje a nechává nepříjemnou konfrontaci na Bellérophonovi. Ten vyčítá Sténobée, že jej pronásledovala ve vlasti a pronásleduje i tady. Sténobée se jej snaží přesvědčit, že jedná jen z neopětované lásky k němu, ale Bellérophon ji odmítá: nikdy u ní lásku nezpozoroval, pouze nenávist (scéna Ma présence ici te fait paine s árií Sténobée S'il te souvient des maux que je t'ai faits). Opouští ji a zanechává Sténobée v zápalu zuřivosti a pomstychtivosti, kterou v ní ještě přiživuje Argie (árie Sténobée Tu me quittes, cruel, arrête!... Vous ne sauriez guérir le mal qui me tourmente). Sténobée přivolává čaroděje Amisodara, který ji ujišťuje o své nezlomné lásce a věrnosti. Královna po něm chce, aby něčím strašlivým překazil svatbu Bellérophona, který ji smrtelně urazil. Amisodar je ochoten přivolat k životu strašlivého netvora, varuje však Sténobée před zkázou, kterou bude netvor rozsévat. Sténobée to však přijímá, jen pokud se podaří utišit její hněv (scéna Vous me jurez sans cesse une amour éternelle… Je puis de la nuit infernale).
Amisodar pošle královnu pryč a pomalu promění zahradu v příšernou poušť. Přivolává svoje magické pomocníky (recitativ Noirs habitants du séjour ténébreux a balet). Ti na Amisodarovu výzvu vyvolávají k životu tři pekelné nestvůry – draka, lva a kozla (scéna Parle, nous voilà prêts, tout nous sera possible, balet a zaříkání La terre nous ouvre ses gouffres profonds). Amisodar svým kouzlem spojí všechny tři do jediné – Chiméry.

### 3. dějství
(Vestibul Apollonova chrámu v Pataře) Argie popisuje krveprolití, která působí v celé zemi obluda, přitom se diví své paní, že se neraduje ze skutečnosti, že svatba Bellérophona a Philonoé byla odložena. Sténobée ale ani při pohledu na zkázu způsobenou Chimérou přináší její pomsta úlevu (scéna Que vous faites couler de sang et de larmes s árií Sténobée Lieux désolés et remplis de carnage). Když přichází její otec, snaží se jej přesvědčit, že pohromu na Lýkii přivolal sám král tím, že nenechal popravit Bellérophona (scéna Que de malheurs accablent la Lycie?). Ten se připojuje k jejich hovoru. Iobate hodlá požádat Apollona o pomoc a Pýthii o věštbu, Bellérophon mu ale nabízí, že se proti Chiméře vydá (scéna Vous venez consulter l'oracle d'Apollon?). Král jej od toho zrazuje a Philonoé se k němu připojuje; nejprve nechť jsou konzultováni bohové (scéna Seigneur, à votre voix je vais joindre la mienne).
Přicházejí kněží a započínají obřad, při němž je přinášena oběť Apollonovi, lid přitom vzývá boha o pomoc a na pokyn kněží potlačuje zoufalství a vyjadřuje naději v božskou přízeň (obětní obřad: pochod, balet a sbor Le malheur qui nous accable… Reçois, grand Apollon, reçois ce sacrifice… Montrons notre allégresse… Assez de pleurs). Z chrámu vystupuje Pýthie a ohlašuje příchod samotného Apollona (recitativ Gardez tous un silence extrême). Zjevuje se Apollon v podobě zlaté sochy a zvěstuje, že hněv bohů brzy utiší syn Neptunův, který má za svůj čin následně dostat ruku princezny (árie Que votre crainte cesse). Na rozdíl od všech ostatních jsou Bellérophon a Philonoé zdrcení, protože tato věštba definitivně překazí jejich sňatek. Hodlají se jí sice podřídit, ale vzdát se své lásky nemohou (dialog a duet Dans quel accablement cet oracle me laisse!).

### 4. dějství

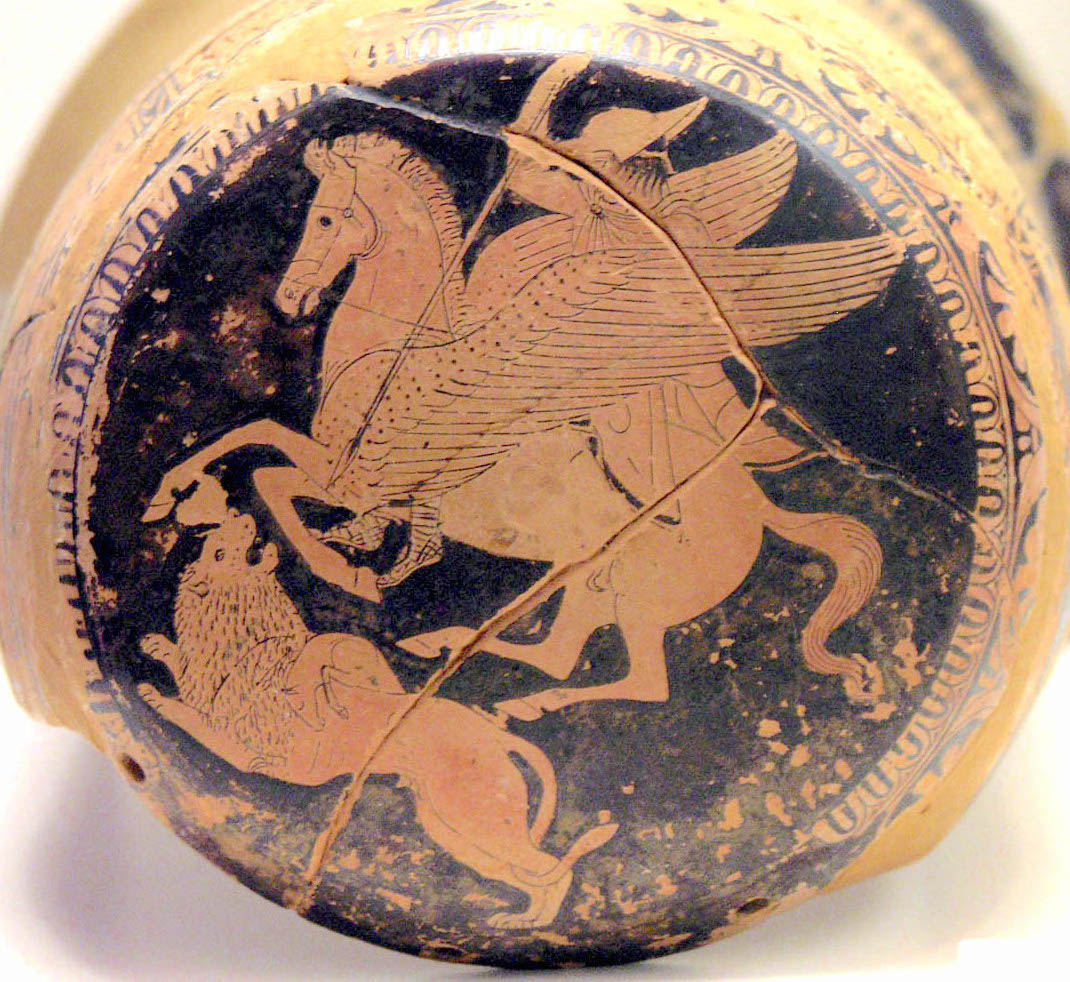
Bellérophon zabíjí Chiméru

(Nevlídná skalnatá krajina) Amisodar se zálibou pozoruje spoušť způsobenou Chimérou a doufá, že za odměnu získá lásku Sténobée (árie Quel spectacle charmant pour mon cœur amoureux!... Quand on obtient ce qu'on aime). Přichází Argie a přináší Amisodarovi nový rozkaz: nemá nechat Bellérophona zabít netvorem, protože pro něj větším trestem bude žít a vidět Philinoé za syna Neptunova než záhy zemřít. Amisodar to slyší s nelibostí a nechce vyhovět; nakonec musí oba uprchnout před blížící se Chimérou (scéna Il faut, pour contenter la reine). Napéa a dryáda pláčí nad škodami, které netvor působí (duet Plaignons, plaignons les maux qui désolent ces lieux!); přibíhají lesní bohové a varují před šířícím se požárem (balet, sbor Les forêts sont en feu, le ravage s'augmente).
Král se snaží na poslední chvíli odradit Bellérophona od boje s Chimérou, ale ten chce za stávající situace raději zemřít. Iobate odchází obětovat Neptunovi, aby od něj vyprosil milost pro statečného mladíka (scéna Ah, Prince! Où vous emporte une ardeur trop guerrière?). Osamělý Bellérophon se připravuje k boji, počítá však i se smrtí (árie Heureuse mort, tu vas me secourir). Na nebesích se objeví Pallas na svém voze a přes Bellérophonovy protesty jej ujišťuje o přízni bohů. Posílá mu z nebes prázdný vůz, do něhož hrdina nastoupí a odletí (scéna Espère en ta valeur, Bellérophon, espère). Zatímco zdálky je slyšet nářek lidu (sbor Quel horreur! Quel affreux ravage), objeví se Chiméra, z druhé strany však také Bellérophon na létajícím oři Pegasovi. Potřikráte bojuje s netvorem a na potřetí jej zabije. Je slyšet lid, jak nadšeně provolává rekovi slávu.

### 5. dějství
(Velké, slavnostně vyzdobené nádvoří) Před shromážděným lidem Lýkie se Iobate chystá přivítat vítěze nad nestvůrou. Jeho cesta do Neptunova chrámu nebyla marná, dozvěděl se při ní, že Bellérophon není synem Glauka, jak se domníval, ale samotného Neptuna (který jeho existenci utajoval před svou žárlivou manželkou), a má tedy plné právo na ruku Philonoé (recitativ a árie Préparez vos chants d'allégresse… Enfin nos vœux ont réussi). Lid zpívá božskému hrdinovi na uvítanou (sbor Viens, digne sang des dieux, jouir de ta victoire). Král vybízí i svou dceru Philonoé, aby se připravila na setkání s hrdinou, jehož odvaha a láska překonala všechna protivenství (dialog a duet Et toi, ma fille, abandonne ton âme… La valeur et l'amour font toujours des miracles). Lid nyní opěvuje nadcházející svatbu (sbor Ô jour pour la Lycie à jamais glorieux).
Přichází Sténobée a král se mylně domnívá, že se umoudřila. Ta však se přiznává, že vše způsobila ona s (uprchlým) Amisodarem, a protože vidí, že její pomsta se nezdařila a její láska a nenávist ji stále stravují, volí dobrovolnou smrt jedem (scéna Venez-vous partager l'allégresse publique? a árie Sténobée J'ai prevenu tout ce que peut sa haine... Vous, de qui la riguer m'a toujours poursuivie). Iobate nechává odklidit její tělo a slavnost pokračuje: hrdinu přivádí samotná Pallas (árie Connaissez le fils de Neptune). Bellérophon se setkává se svou nevěstou a král jim žehná (duet Enfin je vous revois, princesse incomparable a árie krále Jouissez des douceurs que l'hymen vous prépare). Všichni oslavují hrdinu a mír, který jeho čin přinesl (balet a sbor Le plus grand des héros rend le calme à la terre… Les plaisirs nous préparent leurs charmes).

## Nahrávky
- 2010 (vydáno 2011, Arte, 2 CD). Zpívají: (Bellérophon) Cyril Auvity, (Sténobée) Ingrid Perruche, (Philonoé) Céline Scheen, (Argie / Pallas) Jennifer Borghi, (Jobate / Pan) Jevgenij Alexijev, (Amisodar / Apollon) Jean Teitgen, (La Pythie / Bacchus) Robert Getchell. Les Talens Lyriques a Chœur de Chambre de Namur řídí Christophe Rousset.